# Кириченко Микола Овксентійович
Микола Овксентійович Кириче́нко (нар. 22 травня 1925, Томилівка — пом. 8 липня 2005, Київ) — український художник, мистецтвознавець і педагог; кандидат мистецтвознавства з 1970 року, кандидат педагогічних наук з 1990 року, професор з 1986 року. Член Спілки художників України з 1993 року. Батько художників Івана і Віктора Кириченків.

## Біографія
Народився 22 травня 1925 року в селі Томилівці (нині Білоцерківський район Київської області, Україна). Брав участь у німецько-радянській війні. Нагороджений орденом Вітчизняної війни І ступеня (6 листопада 1985).
1953 року закінчив Київський художній інститут, де навчався зокрема у Костянтина Заруби, Олександра Пащенка, Тетяни Яблонської. Відтоді працював у Києві: художником газети «Правда Украины»; у 1954—1962 роках викладав на кафедрі графіки Політехнічного інституту; з 1962 року викладав у Педагогічному інституті: з 1986 року — професор кафедри педагогіки і методики початкового навчання. Одночасно з викладацькою діяльністю працював позаштатним художником газет «Радянська освіта», «Молодь України» та видавництв «Радянська школа», «Мистецтво».
Жив у Києві в будинку на вулиці Академіка Корольова, № 4, квартира № 8. Помер у Києві 8 липня 2005 року.

## Творчість
Працював у галузях станкової графіки (створював естампи, політичні, спортивні і навчальні плакати, літографії) та станкового живопису (писав пейзажі, натюрморти, жанрові картини). Серед робіт:
плакати
- «Тарас Шевченко» (1953);
- «Займайтесь художньою гімнастикою» (1953);
- «Всіх, хто чесний серцями, ми зовемо за нами» (1953);
- «Слюсарна справа» (1953);
- «Електротехніка» (1953);

акварелі
- «Дівчина з Вівчанця» (1954);
- «Троїсті музики» (1954);
- «Скрипаль» (1954);
- «Вишивальниця» (1954);
- «Житло осетинів» (1955);
- «Північна Осетія. Селище» (1955);
- «Соняшники» (1955);
- «Після дощу» (1992);
- «Гора Олекси Довбуша» (1999);
- «Осіннє Прикарпаття» (1999);
- «Вечоріє» (1999);
- «Золота осінь у Поляні» (1999);
- «Церква на Буковині» (2000);

живопис
- «Рідна хата моя» (1958);
- «Розмова» (1965);
- «Опівдні» (1969);
- «Річка Рось» (1969);
- «Сосна» (1975).

Брав участь у міських, всеукраїнських, зарубіжних художніх виставках з 1955 року. Персональні виставки відбулися у Москві у 1970 році, Пряшеві у 1984 році, Києві у 2000—2001, 2003 роках.
Окремі роботи зберігаються у Національному музеї історії України у Києві.

## Підручники
Автор підручників
- «Перспективне малювання в школі» (1966);
- «Основи образотворчої грамоти» (1982; 2002);
- «Вчіться малювати» (1990),;
- «Образотворче мистецтво» (1997);
- «Основи образотворчого мистецтва» (2001).